# Chilonatalus tumidifrons
Chilonatalus tumidifrons é uma espécie de morcego da família Natalidae. Endêmica das Bahamas.